# Arne Fältheim
Kjell Arne Fältheim, född 5 augusti 1923 i Helsingborg, död 2001 i Arcangues, Frankrike, var en svensk diplomat.

## Biografi
Fältheim var son till kamrer Bror Fältheim och Astrid Håkansson. Han tog statsvetenskaplig examen vid Lunds universitet 1948 och studerade vid Institut Des Hautes Etudes Internationales i Genève 1949 innan han blev attaché vid Utrikesdepartementet (UD) 1949. Fältheim tjänstgjorde därefter i Bryssel 1950, vid OEEC-delegationen i Paris 1951 och var sekreterare vid UD 1956. Han var förste beskickningssekreterare vid EEC-delegationen i Bryssel 1962, ambassadråd där 1963, handelsråd i London 1965, Sveriges städiga ombud i Europarådet 1971-1976, ambassadör 1971, sändebud i Kuala Lumpur och Rangoon 1976-1981, Indiska Oceanen (Aden, Antananarivo, Mogadishu, Moroni, Port Louis och Victoria) med stationering vid UD 1981-1983, Nairobi, Bujumbura, Kampala och Kigali samt Sveriges permanenta representant vid FN:s miljövårds- och boendeorganisation (UNEP och Habitat) 1983-1988.
Han gifte sig 1960 med Ulla Wallin.

## Utmärkelser
- Riddare av Belgiska Leopold II:s orden (RBLeopII:sO)[2]